# 全国経済人連合会
全国経済人連合会（ぜんこくけいざいじんれんごうかい）は、大韓民国（韓国）の経営者団体である。
2016年から2017年にかけて、LG、サムスン、SK、現代自動車を含む4大グループが脱退。
2017年、韓国企業連合会への名称変更案を発表。2023年、韓国経済人協会への名称変更案を発表。産業通商資源部が定款変更を承認したことにより、正式に変更。傘下の研究機関である韓国経済研究院を吸収統合したことにより、LG、サムスン、SK、現代自動車の4大グループの一部の系列会社が会員に復帰。
日本経済団体連合会と定期会合をおこなっている。2023年3月16日、日本経済団体連合会との間で日韓・韓日未来パートナーシップ宣言を公表し、日韓・韓日未来パートナーシップ基金を共同事業として創設。

## 歴代会長
- 初代 - 李秉喆（サムスングループ創業者）[2]
- 第2-4代 - イ・ジョンニム
- 第5代 - 金容完（朝鮮語版）
- 第6-8代 - ホン・ジェソン
- 第9-12代 - 金容完（朝鮮語版）
- 第13-17代 - 鄭周永（ヒュンダイ財閥創業者）
- 第18代 - 具滋暻（朝鮮語版）（LGグループ会長）
- 第19-20代 - 劉彰順（朝鮮語版）
- 第21-24代 - 崔鍾賢（朝鮮語版）（SKグループ会長）
- 第25代 - 金宇中（大宇財閥会長）
- 第26-27代 - 金珏中（朝鮮語版）（京紡会長）
- 第28代 - 孫吉丞（朝鮮語版）
- 第29-30代 - 姜信浩（朝鮮語版）
- 第31-32代 - 趙錫来（朝鮮語版）（ヒョースングループ会長）
- 第33-38代 - 許昌秀（GSグループ会長）
- 会長職務代行 - 金秉準（社会福祉共同募金会会長）[10]
- 第39代 - 柳津（朝鮮語版）（豊山グループ会長）[11]